# 宇宙學和天體物理學進階衛星
宇宙學和天體物理學進階衛星（Advanced Satellite for Cosmology and Astrophysics），也稱為飛鳥號（あすか），是日本宇宙航空研究開發機構的第四次宇宙X射線天文學任務，也是美國第二次提供部分科學有效載荷的任務。
1993年2月20日，宇宙學和天體物理學進階衛星成功發射。宇宙學和天體物理學進階衛星的前八個月用於效能驗證。在確定了所有儀器的性能品質後，宇宙學和天體物理學進階衛星為剩餘的任務提供了科學觀測。此階段的觀測計畫向日本、美國及歐洲太空總署成員國的天文學家開放。

## 科學貢獻
宇宙學和天體物理學進階衛星儀器的靈敏度使得天文學家能夠獲得遙遠類星體的第一份詳細寬頻光譜。此外，宇宙學和天體物理學進階衛星的儀器提供當時最佳機會來識別構成宇宙X射線背景的綜合發射源。

## 外部連結
- ASCA website by JAXA
- ASCA website by NASA